# 夏口県
夏口県（かこう-けん）は中華人民共和国湖北省にかつて存在した県。

## 歴史
清代の夏口庁、辛亥革命後の1911年（黄帝4609年）に夏口県と改編される。北京政府時代は江漢道の管轄とされ、県佐は新溝（現在の武漢市新溝）に設置された。
1926年（民国15年）9月、夏口県の一部に漢口市が設置された。1927年（民国16年）4月、武漢国民政府は夏口県と武昌市を合併し武漢特別市の設置を指示したが、武漢政府と南京政府の統合により実施されなかった。1929年（民国18年）7月31日、国民政府は夏口県の廃止、管轄地域の漢口特別市及び漢陽県への編入が実施された。
| 前の行政区画 夏口庁 | 湖北省の歴史的地名 1911年 - 1929年 | 次の行政区画 漢口特別市 漢陽県 |